# Eric Fernsten
Eric Robert Fernsten (nacido el 1 de noviembre de 1953 en Oakland, California) es un exjugador de baloncesto estadounidense que disputó seis temporadas en la NBA, además de jugar en la liga italiana, la CBA y la USBL. Con 2,08 metros de estatura, jugaba en la posición de ala-pívot.

## Trayectoria deportiva

### Universidad
Jugó durante 3 temporadas con los Dons de la Universidad de San Francisco, donde promedió 8,4 puntos y 9,4 rebotes por partido.

### Profesional
Fue elegido en la sexagésimo segunda posición del Draft de la NBA de 1975 por Cleveland Cavaliers, y también por los Kentucky Colonels en el Draft de la ABA, fichando por los primeros. Tras disputar únicamente 4 partidos con los Cavs sin anotar un solo punto, fue traspasado junto con Steve Patterson a los Chicago Bulls a cambio de Rowland Garrett y Nate Thurmond. Allí acabó la temporada promediando 2,8 puntos y 2,1 rebotes por partido.
Poco después de comenzada la temporada 1976-77 fue despedido, y tras pasar el resto del año en blanco, al siguiente se marchó a jugar a la liga italiana, al Mens Sana Basket Siena, entonces en la Serie A2, con quienes ascendió a la máxima categoría. En dos temporadas promedió 16,5 puntos y 11,4 rebotes por partido.
Regresó a su país en 1979 para fichar como agente libre por Boston Celtics, donde jugó tres temporadas como suplente, primero de Dave Cowens y posteriormente de Kevin McHale. En la segunda de ellas consiguió su único anillo de campeón de la NBA tras derrotar en las Finales a los Houston Rockets. Fernsten colaboró con 2,1 puntos y 1,4 rebotes por partido.
Tras ser despedido, en 1983 ficha por New York Knicks, donde juega una temporada como suplente de Truck Robinson, promediando 2,6 puntos y 2,7 rebotes por partido. el resto de su carrera la pasó en ligas menores, consiguiendo sendos títulos de la CBA con los Tampa Bay Thrillers y los Albany Patroons respectivamente.

## Estadísticas de su carrera en la NBA

### Temporada regular
| Temporada | Edad | Equipo              | Liga | P   | TIT | MIN  | TC  | TCA | %TC  | 3P  | 3PA | %3P | TL  | TLA | %TL  | R.OF. | R.DEF. | REB | ASIS | ROB | TAP | PER | FP  | PTS |
| 1975-76   | 22   | TOTAL               | NBA  | 37  |     | 7.2  | 0.9 | 2.3 | .384 |     |     |     | 0.7 | 1.0 | .703 | 0.7   | 1.2    | 1.9 | 0.5  | 0.2 | 0.4 |     | 0.6 | 2.5 |
| 1975-76   | 22   | Cleveland Cavaliers | NBA  | 4   |     | 2.3  | 0.0 | 0.5 | .000 |     |     |     | 0.0 | 0.0 |      | 0.0   | 0.3    | 0.3 | 0.0  | 0.0 | 0.0 |     | 0.3 | 0.0 |
| 1975-76   | 22   | Chicago Bulls       | NBA  | 33  |     | 7.8  | 1.0 | 2.5 | .393 |     |     |     | 0.8 | 1.1 | .703 | 0.8   | 1.3    | 2.1 | 0.6  | 0.2 | 0.4 |     | 0.6 | 2.8 |
| 1976-77   | 23   | Chicago Bulls       | NBA  | 5   |     | 12.2 | 0.6 | 3.0 | .200 |     |     |     | 1.6 | 2.2 | .727 | 1.8   | 1.4    | 3.2 | 1.2  | 0.2 | 0.6 |     | 1.8 | 2.8 |
| 1979-80   | 26   | Boston Celtics      | NBA  | 56  | 0   | 7.7  | 1.3 | 2.7 | .464 | 0.0 | 0.0 |     | 0.6 | 0.9 | .635 | 0.7   | 1.0    | 1.7 | 0.5  | 0.3 | 0.2 | 0.4 | 0.8 | 3.1 |
| 1980-81   | 27   | Boston Celtics      | NBA  | 45  | 0   | 6.2  | 0.8 | 1.8 | .481 | 0.0 | 0.0 |     | 0.4 | 0.7 | .667 | 0.6   | 0.7    | 1.4 | 0.2  | 0.1 | 0.2 | 0.4 | 0.6 | 2.1 |
| 1981-82   | 28   | Boston Celtics      | NBA  | 43  | 0   | 4.7  | 0.4 | 1.1 | .388 | 0.0 | 0.0 |     | 0.4 | 0.7 | .633 | 0.3   | 0.7    | 1.0 | 0.2  | 0.1 | 0.2 | 0.3 | 0.5 | 1.3 |
| 1983-84   | 30   | New York Knicks     | NBA  | 32  | 0   | 12.6 | 0.9 | 1.6 | .558 | 0.0 | 0.0 |     | 0.8 | 1.1 | .735 | 0.9   | 1.8    | 2.7 | 0.3  | 0.5 | 0.3 | 0.6 | 1.5 | 2.6 |
| Total     |      |                     | NBA  | 218 | 0   | 7.5  | 0.9 | 2.0 | .445 | 0.0 | 0.0 |     | 0.6 | 0.9 | .675 | 0.7   | 1.0    | 1.7 | 0.4  | 0.2 | 0.2 | 0.4 | 0.8 | 2.4 |

### Playoffs
| Temporada | Edad | Equipo          | Liga | P  | MIN | TCA | TC | 3PA | 3P | TLA | TL | R.OF. | REB | ASIS | ROB | TAP | PER | FP | PTS | %TC  | %3P | %FT  | MIN | PTS | REB | AST |
| 1979-80   | 26   | Boston Celtics  | NBA  | 5  | 18  | 2   | 6  | 0   | 0  | 2   | 3  | 3     | 5   | 0    | 0   | 3   | 2   | 1  | 6   | .333 |     | .667 | 3.6 | 1.2 | 1.0 | 0.0 |
| 1980-81   | 27   | Boston Celtics  | NBA  | 8  | 14  | 0   | 3  | 0   | 0  | 2   | 3  | 1     | 4   | 1    | 1   | 0   | 0   | 3  | 2   | .000 |     | .667 | 1.8 | 0.3 | 0.5 | 0.1 |
| 1981-82   | 28   | Boston Celtics  | NBA  | 5  | 11  | 1   | 2  | 0   | 0  | 1   | 2  | 2     | 2   | 0    | 0   | 1   | 0   | 0  | 3   | .500 |     | .500 | 2.2 | 0.6 | 0.4 | 0.0 |
| 1983-84   | 30   | New York Knicks | NBA  | 2  | 3   | 1   | 2  | 0   | 0  | 0   | 0  | 0     | 0   | 0    | 0   | 0   | 0   | 0  | 2   | .500 |     |      | 1.5 | 1.0 | 0.0 | 0.0 |
| Total     |      |                 | NBA  | 20 | 46  | 4   | 13 | 0   | 0  | 5   | 8  | 6     | 11  | 1    | 1   | 4   | 2   | 4  | 13  | .308 |     | .625 | 2.3 | 0.7 | 0.6 | 0.1 |